# Hanna Herbst

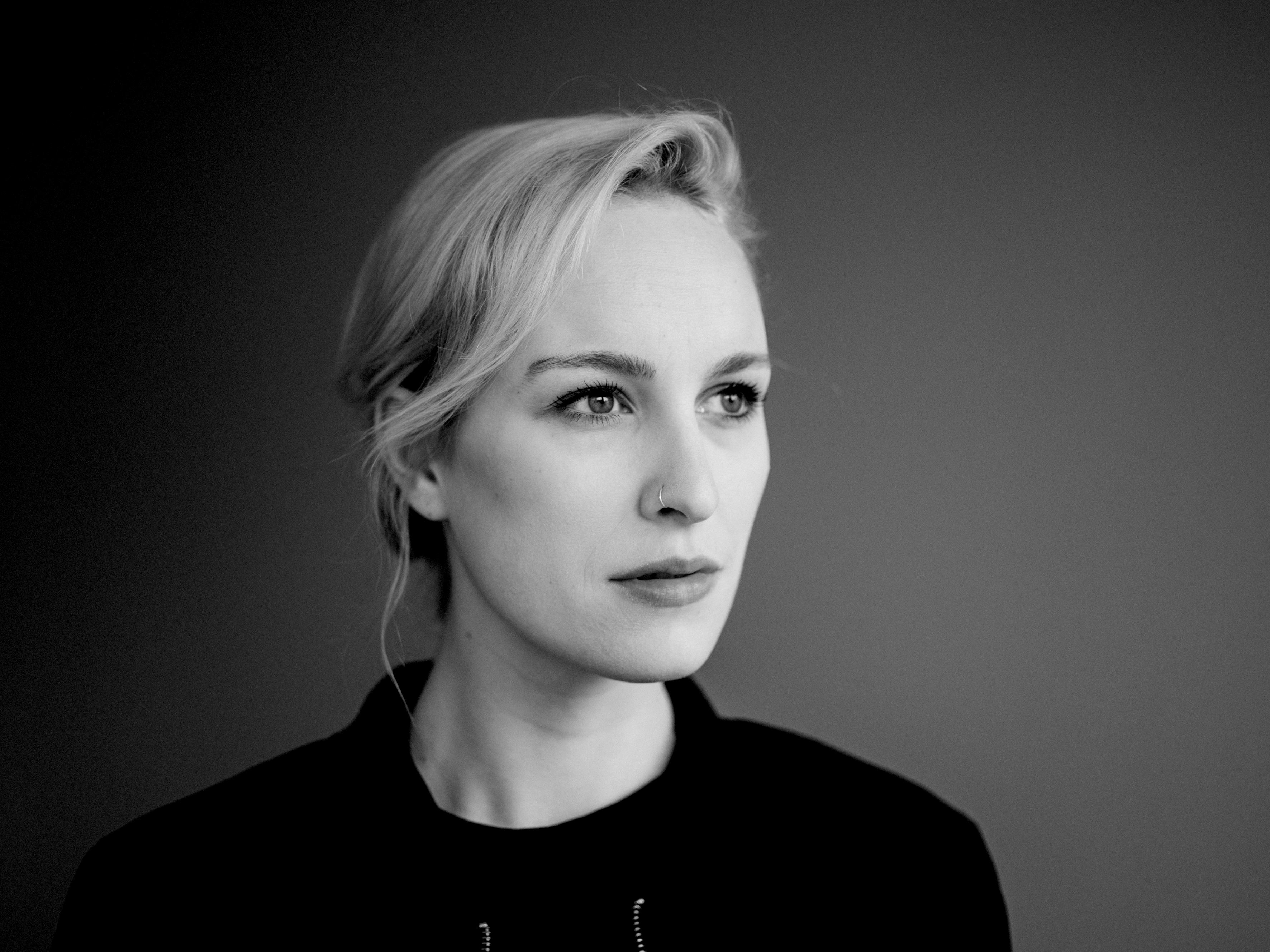
Hanna Herbst (2017)

Hanna Herbst (* 5. Juni 1990 in Mainz) ist eine deutsch-österreichische Journalistin.

## Leben
Hanna Herbst wuchs zusammen mit ihrem zwei Jahre jüngeren Bruder zunächst in einer deutschen Kleinstadt auf. 1998 zog ihre Familie nach Salzburg, damit die Kinder ein Gymnasium besuchen konnten. Als sie zwölf Jahre alt war, ließen sich ihre Eltern scheiden. Nach der Matura studierte sie für ein Jahr an der Universidad de Ciencias Empresariales y Sociales (UCES) in Buenos Aires Psychologie. 2009 zog sie nach Wien, um dort ein Studium der Politikwissenschaft an der Universität Wien aufzunehmen, welches sie zugunsten einer Inhousekarriere beim Magazin Vice Österreich nicht beendete.

## Karriere
Nachdem Hanna Herbst sich erfolglos bei einer Fachhochschule für Journalismus beworben hatte, begann sie 2013 ein Praktikum bei Vice Österreich, bereits im Folgejahr 2014 wurde sie dort angestellt. Im September 2015 wurde sie stellvertretende Chefredakteurin. Sie war vor allem für die Video- und Politikberichterstattung zuständig. Ihr Fokus lag dort auf den Themenbereichen Rechtsextremismus, Sexismus, Rassismus und Menschenrechte. Im August 2018 trat Herbst gemeinsam mit der gesamten Redaktion von Vice Österreich zurück, da die österreichische Redaktion zukünftig stärker von Deutschland aus gesteuert werden sollte.
Herbst wurde für ihre journalistische Arbeit wiederholt online angegriffen. 2016 veröffentlichte sie  im Falter gemeinsam mit den Journalistinnen Corinna Milborn, Barbara Kaufmann und Ingrid Thurnher den Artikel Uns reicht’s über Hass gegen Frauen im Internet und wurde hierfür bei den Österreichischen Journalismustagen in der Rubrik „Story des Jahres“ nominiert. Die FPÖ-nahe Zeitung Wochenblick bezeichnete sie 2017 in einem Artikel in Bezug auf einen kritischen Tweet Herbsts zur Nationalratswahl 2017 als „Hass-Hanna“. Der Österreichische Presserat, das Forum Journalismus und Medien Wien und der Presseclub Concordia werteten dies als Angriff auf die Pressefreiheit in Österreich.
Herbst gab von 2016 bis 2019 die Zeitschrift liga der Österreichischen Liga für Menschenrechte mit heraus. Hierfür erhielt sie 2017 den Prof. Claus Gatterer-Anerkennungspreis für besondere Leistungen im sozial engagierten Journalismus. 2018 war sie Mitinitiatorin des Frauenvolksbegehrens 2.0. Im selben Jahr wurde sie in die Jury des Wiener Frauenpreises aufgenommen.
2020 bekam Herbst das Literaturstipendium der Stadt Wien und wurde zum Ingeborg-Bachmann-Wettbewerb eingeladen. Ihr Vorstellungsvideo für die 44. Tage der deutschsprachigen Literatur gestaltete sie gemeinsam mit Leon Engler als Lied, das unter dem Titel Herbstmanöver (in Anlehnung an Ingeborg Bachmanns gleichnamiges Gedicht) beim Wiener Label Ink Music erschien.
Seit Juni 2020 ist Hanna Herbst als Chefin vom Dienst verantwortlich für die journalistischen Inhalte des ZDF Magazin Royale, welches Anfang November 2020 Premiere hatte. Infolgedessen zog sie von Wien nach Köln.

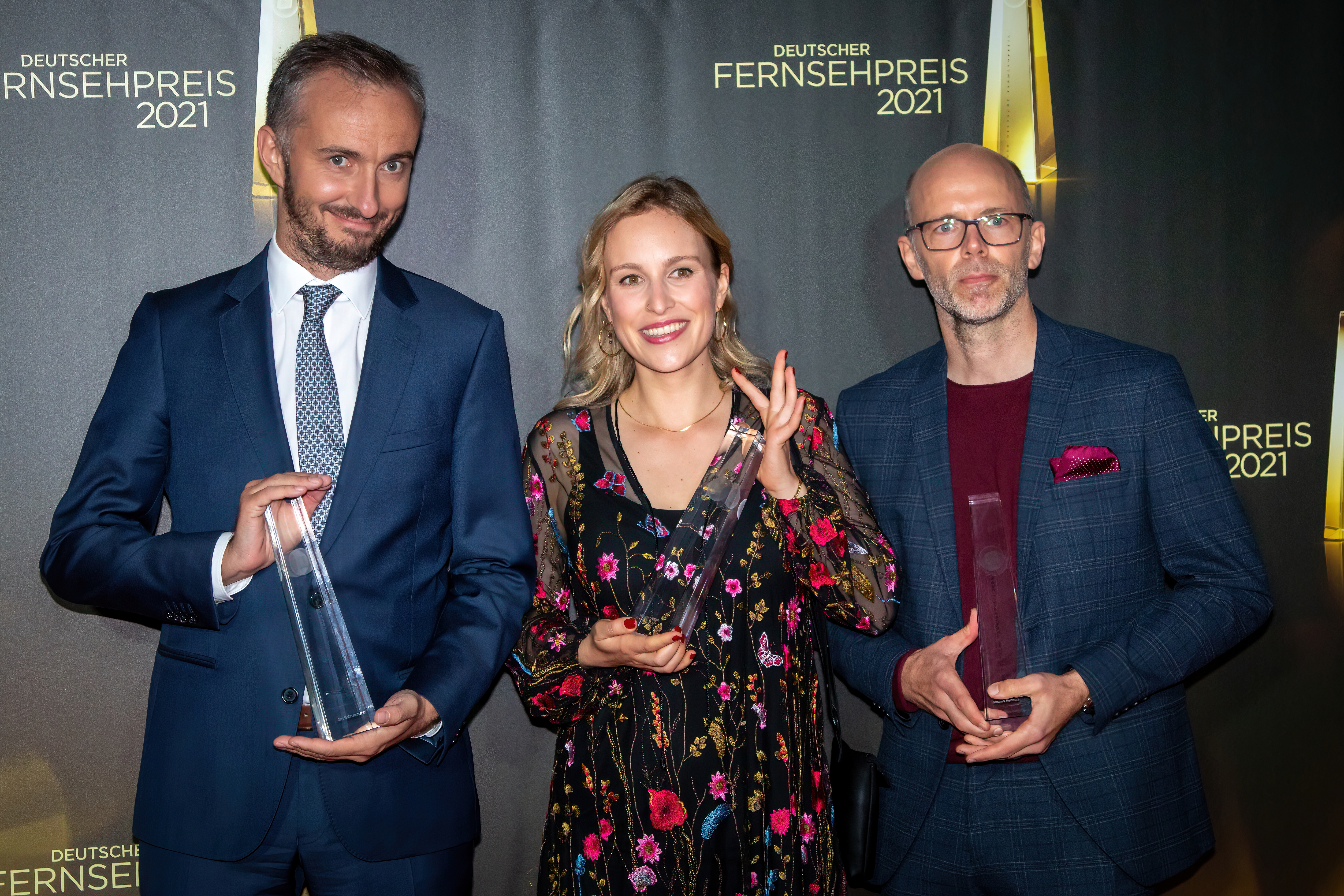
Jan Böhmermann, Hanna Herbst, und Markus Hennig mit dem Deutschen Fernsehpreis 2021

Anfang 2022 gründete Herbst gemeinsam mit Jan Böhmermann und Robin Droemer (ehemals Deutschlandfunk Kultur) als gleichberechtigte Gesellschafter die Produktionsfirma TRZ Media. TRZ Media produziert nach eigenen Angaben Hörspiele, Features und Podcasts mit Fokus auf narrative Serienformate für den deutschen und internationalen Markt, sowohl mit öffentlich-rechtlichen Partnern als auch privaten Medienunternehmen.

## Preise und Auszeichnungen
2014 wurde Hanna Herbst vom Branchenblatt Der Österreichische Journalist als eine der besten Jungjournalistinnen und -journalisten des Jahres ausgezeichnet. 2015 erhielt sie mit Vice Österreich den New Media Journalism Award des Österreichischen Journalisten Clubs. 2016 benannte Forbes sie als eine von 30 einflussreichen Personen in Österreich unter 30 Jahren. 2021 gewann sie zusammen mit dem ZDF Magazin Royale den Deutschen Fernsehpreis in der Kategorie Bestes Buch Unterhaltung und den Hanns-Joachim-Friedrichs-Sonderpreis. Das Medium Magazin wählte sie, ebenfalls im Jahr 2021, zur „Unterhaltungsjournalistin des Jahres“.

## Werke
- Feministin sagt man nicht. Christian Brandstätter Verlag, Wien 2018, ISBN 978-3-7106-0194-1.